# Trave (flod)
 For alternative betydninger, se Trave. (Se også artikler, som begynder med Trave)
Trave er en flod i det nordlige Tyskland, der løber ud i Østersøen i byen Travemünde. Floden løber gennem Lübeck, som ligger 15 km sydvest for udløbet.

## Forløb
Trave udspringer 5 km vest for Gleschendorf i den oldenburgske provins Lübeck, flyder i en-mod-vest rettet bue gennem Holsten, idet den gennemstrømmer Warder-Søen og passerer Segeberg og Bad Oldesloe, træder dernæst ind i fristaden Lübecks landomraade og udmunder ved Travemünde i Østersøen. 
Neden for Lübeck udvider Trave sig til en indsø og danner før udmundingen Pötenitzer Wiek med en sidebugt mod sydøst (Dassower sø).

## Bifloder
Trave optager i venstre bred Schwartau, i højre bred Beste, Wakenitz og Stepenitz, der udmunder i Dassower sø. 

## Flodfart
Længden beløber sig til 112 km, hvoraf 16 km fra Oldesloe til Lübeck er sejlbare for små skibe, 23 km fra Lübeck til mundingen for skibe på indtil 5 m’s dybgang. 
Trave er forbundet med Elben via Stecknitzkanalen ved Lauenburg.

## Fauna
Blandt fiskearter i Trave kan nævnes ål, skalle, gedde, brasen, havørred, rimte, bækørred, nipigget hundestejle, elritse, suder, hork, regnbueørred, stalling, asp, karusse, karper og aborre. Inden for Lübeck stiger saltholdigheden i floden, derfor finder man her tillige skrubbe, sild og hornfisk.